# Lilli Greco
Lilli Greco, pseudonimo di Italo Nicola Greco (Sezze, 1º giugno 1934 – Grottaferrata, 14 ottobre 2012), è stato un produttore discografico, compositore, musicista e arrangiatore italiano.
Alcune produzioni le ha firmate con il vero nome, Italo.

## Biografia
Dopo essersi diplomato in pianoforte al Conservatorio di Santa Cecilia di Roma con il maestro Rodolfo Caporali, inizia la carriera concertistica che abbandona nel 1957, quando viene assunto dalla RCA Italiana come assistente musicale, attività a cui presto affiancherà quella di produttore discografico.
Negli anni sessanta lavora con tutti i nomi più prestigiosi di questa casa discografica tra cui Jimmy Fontana, Gianni Morandi, Rita Pavone, Edoardo Vianello, Patty Pravo, Gabriella Ferri. In alcune occasioni si dedica anche alla composizione, in particolare con Jimmy Fontana con il quale scrive le musiche di Il mondo e Che sarà.
Negli anni settanta fonda insieme a Paolo Dossena la Delta, casa discografica che scopre e lancia Riccardo Cocciante.  La Delta lavora anche come casa di produzione, e in questa veste collabora con la RCA Italiana e le altre etichette satelliti come la It, producendo i dischi di molti cantautori come Francesco De Gregori, Antonello Venditti e Paolo Conte (è proprio Greco che convince quest'ultimo a cantare, oltre che a scrivere canzoni per se stesso). Francesco De Gregori lo cita nella canzone Marianna al bivio.
Negli anni ottanta si dedica alla composizione di colonne sonore, diventando consulente musicale per Lina Wertmüller. Collabora anche con altri musicisti come Goran Kuzminac, Coro degli Angeli, Mario Castelnuovo, Gaio Chiocchio, Massimo Bizzarri, gli Avion Travel, Ennio Rega, Marcello Murru, Enrico Giaretta, Tullio Pizzorno, Roberto Sironi, Nicoletta della Corte, i Baltabarén. Nel 2007, Maurizio Becker pubblica per la Coniglio editore un libro intervista a Lilli Greco, intitolato C'era una volta la RCA. Conversazioni con Lilli Greco, che l'anno successivo vince il Premio SIAE come miglior libro di saggistica sulla musica italiana. Ha collaborato con la rivista Musica Leggera.

## Produzioni
- 1962 - Le canzoni d'amore di Gianni Meccia di Gianni Meccia
- 1963 - Sergio Endrigo di Sergio Endrigo
- 1965 - Musica sul velluto di Ennio Morricone
- 1965 - Il mondo di Jimmy Fontana
- 1966 - Tromba alla panna dei The Flippers
- 1967 - La mia serenata di Jimmy Fontana
- 1969 - Concerto per Patty di Patty Pravo
- 1970 - Ricchi e Poveri, dei Ricchi e Poveri
- 1970 - La mia gente di Enzo Jannacci
- 1971 - Che sarà di Jimmy Fontana
- 1972 - Theorius Campus di Francesco De Gregori e Antonello Venditti
- 1972 - Jannacci Enzo di Enzo Jannacci
- 1973 - Le cose della vita di Antonello Venditti
- 1973 - Pazza idea di Patty Pravo
- 1974 - Paolo Conte di Paolo Conte
- 1974 - Francesco De Gregori di Francesco De Gregori
- 1974 - Quando verrà Natale di Antonello Venditti
- 1975 - Paolo Conte di Paolo Conte
- 1975 - Lilly di Antonello Venditti
- 1975 - Diavolo custode di Maurizio Monti
- 1976 - Ullàlla di Antonello Venditti
- 1977 - Danze di Renzo Zenobi
- 1978 - Uomo camion/Angiolino di Paolo Conte
- 1979 - Jenny Sorrenti di Jenny Sorrenti
- 1979 - Stasera l'aria è fresca di Goran Kuzminac
- 1980 - Cantare di Gianni Morandi
- 1981 - Paris milonga di Paolo Conte
- 1982 - Appunti di viaggio di Paolo Conte
- 1982 - Beguine di Jimmy Fontana
- 1984 - Occulte persuasioni di Patty Pravo
- 1985 - È piazza del Campo di Mario Castelnuovo
- 1989 - In una notte di chiaro di luna degli Avion Travel (colonna sonora)
- 1991 - Performance di Roberto Sironi
- 1997 - Ritorno al futuro di Gabriella Ferri
- 2000 - 'Un dubbio di Tullio Pizzorno
- 2000 - Canzoniere copernicano dei Funambolici Vargas
- 2002 - Arbatax di Marcello Murru
- 2009 - Le chic et le charme di Nicoletta della Corte
- 2013 - L'illusionista e altre storie di Luigi Fontana
- 2014 - Musica per un incendio di Mario Castelnuovo

## Partecipazioni
- 1972 - Theorius Campus di Francesco De Gregori e Antonello Venditti: tastiere
- 1974 - Francesco De Gregori di Francesco De Gregori: tastiere
- 1994 - Baraonna di Baraonna: tastiere

## Arrangiamenti
- 1972 - Jannacci Enzo di Enzo Jannacci
- 1977 - Danze di Renzo Zenobi

## Colonne sonore
- Gli zitelloni, regia di Giorgio Bianchi (1958)
- Metalmeccanico e parrucchiera in un turbine di sesso e politica (in collaborazione con Luigi Fontana), regia di Lina Wertmüller (1996)
- Ferdinando e Carolina, regia di Lina Wertmüller (1999)
- Francesca e Nunziata (in collaborazione con Lucio Gregoretti), regia di Lina Wertmüller (2001)
- Peperoni ripieni e pesci in faccia (in collaborazione con Lucio Gregoretti), regia di Lina Wertmüller (2004)
- Mannaggia alla miseria (in collaborazione con Lucio Gregoretti), regia di Lina Wertmüller (2010)

## Canzoni scritte
| Anno | Titolo               | Autori del testo                   | Autori della musica                           | Interpreti                                                    |
| ---- | -------------------- | ---------------------------------- | --------------------------------------------- | ------------------------------------------------------------- |
| 1960 | S'è fatto tardi      | Gianni Meccia                      | Lilli Greco                                   | Gianni Meccia, Helen Merrill                                  |
| 1965 | Il mondo             | Gianni Meccia                      | Jimmy Fontana Lilli Greco e Carlo Pes         | Jimmy Fontana (45 giri Il mondo/Allora sì)                    |
| 1966 | Pensiamoci ogni sera | Gianni Boncompagni e Jimmy Fontana | Jimmy Fontana Lilli Greco e Carlo Pes         | Jimmy Fontana (45 giri Pensiamoci ogni sera/Un regalo)        |
| 1970 | Pa' diglielo a ma'   | Franco Migliacci e Roberto Gigli   | Jimmy Fontana, Mario Cantini e Lilli Greco    | Rosalino, Nada                                                |
| 1970 | Ciao duca            | Franco Califano                    | Lilli Greco                                   | Ricchi e Poveri                                               |
| 1971 | Che sarà             | Franco Migliacci e Jimmy Fontana   | Carlo Pes e Lilli Greco                       | Ricchi e Poveri e José Feliciano                              |
| 1972 | Cherie cherie        | Dresdy                             | Lilli Greco                                   | F.M.2                                                         |
| 1982 | Beguine              | Franco Migliacci                   | Jimmy Fontana, Luigi Pellegrino e Lilli Greco | Jimmy Fontana (Brano partecipante al 32º Festival di Sanremo) |